# 국경검문소

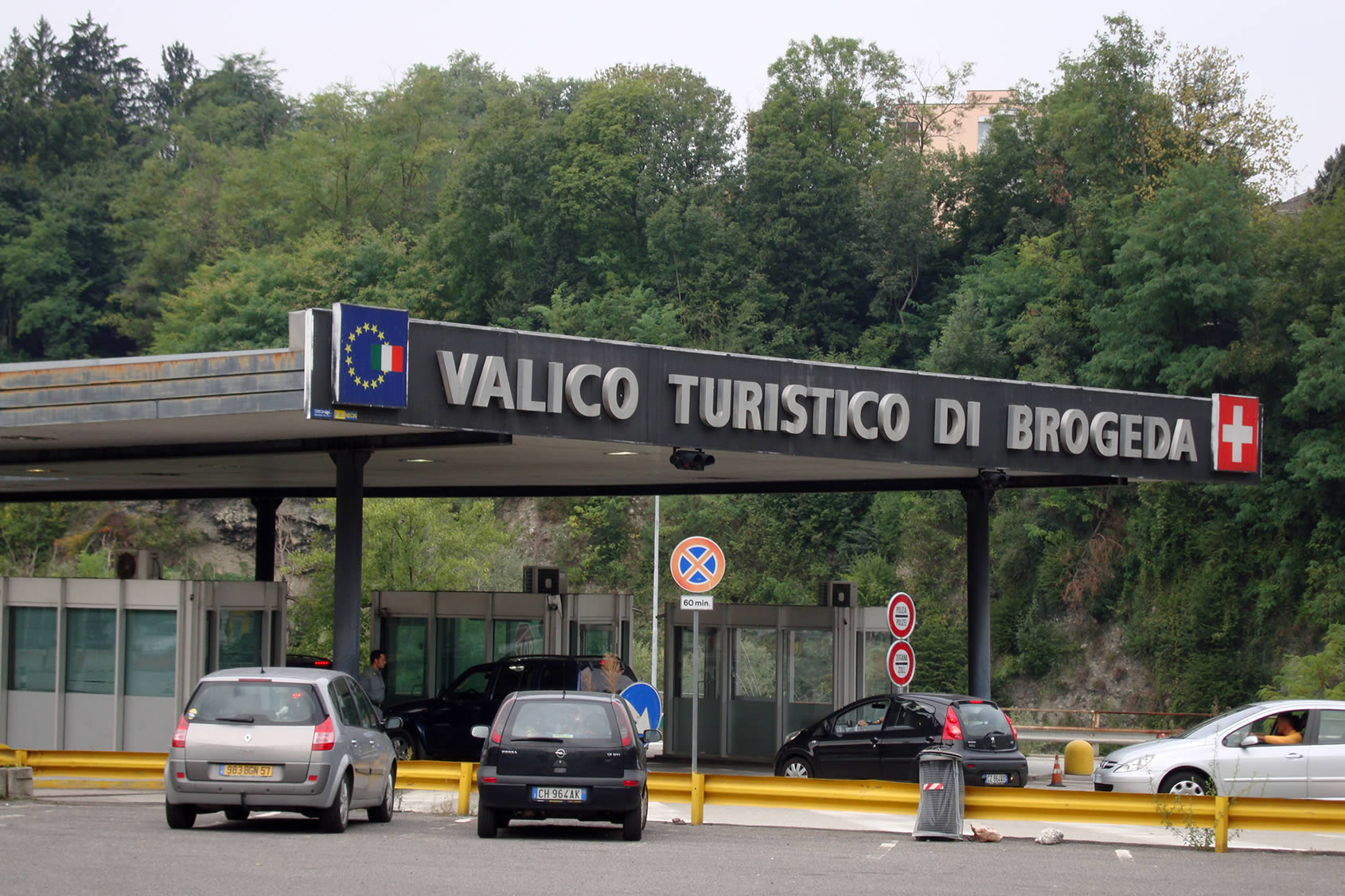
이탈리아와 스위스의 국경검문소

국경검문소(國境檢問所)는 육상으로 국경을 차량, 철도, 도보 등으로 횡단할 수 있는 위치에 설치된 양국의 출입국 관리 시설이다. 공식적으로 국경을 횡단할 수 있는 유일한 장소이며, 체크포인트(checkpoint)라고도 불린다. 일반적으로 국경간 도로, 교량, 철도 등의 국경 양쪽에 자리 잡고 설치되어 있다. 모든 나라에 국경검문소가 있는 것은 아니며, 나라의 국경의 사정에 따라 달라진다. 섬나라와 같은 경우에는 국경검문소와 같은 것은 존재하지 않으며 공항, 항만 등에 관리 시설이 있다.

## 같이 보기
- 경계 (지리학)
- 출입국관리
- 체크포인트 찰리
- 세관
- 변경금구
- 솅겐 협정